# Speed (Kansas)
Pour les articles homonymes, voir Speed.
Speed est une ville américaine située dans le comté de Phillips, au Kansas. Selon le recensement de 2020, sa population est de 37 habitants.